# Atletism la Jocurile Olimpice de vară din 2020 - 200 m (feminin)
Proba de 200 de metri feminin de la Jocurile Olimpice de vară din 2020 a avut loc în perioada 2-3 august 2021 pe Stadionul Național al Japoniei.

## Recorduri
Înaintea acestei competiții, recordurile mondiale și olimpice erau următoarele:
| Record  | Atlet                          | Timp  | Loc                 | Data               |
| ------- | ------------------------------ | ----- | ------------------- | ------------------ |
| Mondial | Florence Griffith Joyner (USA) | 21,34 | Seul, Coreea de Sud | 29 septembrie 1988 |
| Olimpic | Florence Griffith Joyner (USA) | 21,34 | Seul, Coreea de Sud | 29 septembrie 1988 |

## Program
Orele sunt ora Japoniei (UTC+9) 
| Data                 | Oră         | Etapă              |
| -------------------- | ----------- | ------------------ |
| Luni, 2 august 2021  | 09:00 19:00 | Etapa 1 Semifinale |
| Marți, 3 august 2021 | 19:00       | Finala             |

## Rezultate

### Calificări
S-au calificat în semifinale primele trei atlete din fiecare serie (C) și următoarele atlete cu cei mai buni 6 timpi (c). 

#### Seria 1
| Loc | Culoar | Atletă                  | Țară             | Reacție        | Timp  | Note  |
| --- | ------ | ----------------------- | ---------------- | -------------- | ----- | ----- |
| 1   | 6      | Marie-Josee Ta Lou      | Coasta de Fildeș | 0,170          | 22,30 | C     |
| 2   | 3      | Shaunae Miller-Uibo     | Bahamas          | 0,137          | 22,40 | C     |
| 3   | 7      | Nzubechi Grace Nwokocha | Nigeria          | 0,156          | 22,47 | C, PB |
| 4   | 4      | Gloria Hooper           | Italia           | 0,191          | 23,16 | c, SB |
| 5   | 2      | Ana Carolina Azevedo    | Brazilia         | 0,192          | 23,20 | SB    |
| 6   | 5      | Olga Safronova          | Kazahstan        | 0,162          | 23,64 |       |
|     |        |                         |                  | Vânt: +0,3 m/s |       |       |

#### Seria 2
| Loc | Culoar | Atletă                       | Țară           | Reacție        | Timp  | Note  |
| --- | ------ | ---------------------------- | -------------- | -------------- | ----- | ----- |
| 1   | 6      | Shelly-Ann Fraser-Pryce      | Jamaica        | 0,140          | 22,22 | C     |
| 2   | 3      | Beatrice Masilingi           | Namibia        | 0,185          | 22,63 | C, RN |
| 3   | 2      | Dafne Schippers              | Olanda         | 0,151          | 23,13 | C     |
| 4   | 8      | Lisa Marie Kwayie            | Germania       | 0,169          | 23,14 | c     |
| 5   | 7      | Rafaéla Spanoudaki-Hatziriga | Grecia         | 0,131          | 23,16 | c     |
| 6   | 4      | Lucia Moris                  | Sudanul de Sud | 0,149          | 25,24 |       |
| 7   | 5      | Najma Parveen                | Pakistan       | 0,173          | 28,12 | SB    |
|     |        |                              |                | Vânt: +0,4 m/s |       |       |

#### Seria 3
| Loc | Culoar | Atletă            | Țară                       | Reacție        | Timp  | Note   |
| --- | ------ | ----------------- | -------------------------- | -------------- | ----- | ------ |
| 1   | 8      | Mujinga Kambundji | Elveția                    | 0,129          | 22,26 | C, =RN |
| 2   | 5      | Anavia Battle     | Statele Unite ale Americii | 0,129          | 22,54 | C      |
| 3   | 4      | Gemima Joseph     | Franța                     | 0,153          | 22,94 | C      |
| 4   | 7      | Jaël Bestué       | Spania                     | 0,171          | 23,19 | PB     |
| 5   | 6      | Inna Eftimova     | Bulgaria                   | 0,141          | 23,42 |        |
|     |        |                   |                            | Vânt: -0,2 m/s |       |        |

#### Seria 4
| Loc | Culoar | Atletă                  | Țară                       | Reacție        | Timp  | Note  |
| --- | ------ | ----------------------- | -------------------------- | -------------- | ----- | ----- |
| 1   | 3      | Christine Mboma         | Namibia                    | 0,275          | 22,11 | C, RN |
| 2   | 2      | Gabrielle Thomas        | Statele Unite ale Americii | 0,172          | 22,20 | C     |
| 3   | 5      | Aminatou Seyni          | Niger                      | 0,144          | 22,72 | C, SB |
| 4   | 8      | Roda Njobvu             | Zambia                     | 0,145          | 23,33 |       |
| 5   | 6      | Jessica-Bianca Wessolly | Germania                   | 0,176          | 23,41 |       |
| 6   | 4      | Vitória Cristina Rosa   | Brazilia                   | 0,187          | 23,59 |       |
| 7   | 7      | Dutee Chand             | India                      | 0,140          | 23,85 | SB    |
|     |        |                         |                            | Vânt: +0,7 m/s |       |       |

#### Seria 5
| Loc | Culoar | Atletă                  | Țară       | Reacție        | Timp           | Note   |
| --- | ------ | ----------------------- | ---------- | -------------- | -------------- | ------ |
| 1   | 4      | Anthonique Strachan     | Bahamas    | 0,155          | 22,76          | C, =SB |
| 2   | 6      | Lorene Bazolo           | Portugalia | 0,130          | 23,21          | C      |
| 3   | 7      | Dalia Kaddari           | Italia     | 0,144          | 23,26 (23,251) | C      |
| 4   | 2      | Shericka Jackson        | Jamaica    | 0,167          | 23,26 (23.255) |        |
| 5   | 3      | Ivet Lalova-Collio      | Bulgaria   | 0,158          | 23,39          | SB     |
| 6   | 5      | Veronica Shanti Pereira | Singapore  | 0,164          | 23,96          | SB     |
|     |        |                         |            | Vânt: -0,3 m/s |                |        |

#### Seria 6
| Loc | Culoar | Atletă                | Țară           | Reacție        | Timp  | Note   |
| --- | ------ | --------------------- | -------------- | -------------- | ----- | ------ |
| 1   | 6      | Crystal Emmanuel      | Canada         | 0,157          | 22,74 | C, SB  |
| 2   | 8      | Beth Dobbin           | Marea Britanie | 0,136          | 22,78 | C, =SB |
| 3   | 5      | Elaine Thompson Herah | Jamaica        | 0,165          | 22,86 | C      |
| 4   | 4      | Imke Vervaet          | Belgia         | 0,138          | 23,05 | c, PB  |
| 5   | 7      | Phil Healy            | Irlanda        | 0,140          | 23,21 | SB     |
|     |        |                       |                | Vânt: +0,4 m/s |       |        |

#### Seria 7
| Loc | Culoar | Atletă               | Țară                       | Reacție        | Timp  | Note |
| --- | ------ | -------------------- | -------------------------- | -------------- | ----- | ---- |
| 1   | 2      | Jenna Prandini       | Statele Unite ale Americii | 0,163          | 22,56 | C    |
| 2   | 6      | Gina Bass            | Gambia                     | 0,158          | 22,74 | C    |
| 3   | 7      | Riley Day            | Australia                  | 0,155          | 22,94 | C    |
| 4   | 5      | Maja Mihalinec Zidar | Slovenia                   | 0,145          | 23,62 | SB   |
| 5   | 4      | Kristina Marie Knott | Filipine                   | 0,133          | 23,80 |      |
|     | 8      | Jamile Samuel        | Olanda                     |                |       | DS   |
|     |        |                      |                            | Vânt: +0,9 m/s |       |      |

### Semifinale
S-au calificat în finală primele două atlete din fiecare semifinală (C) și următoarele atlete cu cei mai buni 2 timpi (c).

#### Semifinala 1
| Loc | Culoar | Atletă                  | Țară                       | Reacție        | Timp           | Note  |
| --- | ------ | ----------------------- | -------------------------- | -------------- | -------------- | ----- |
| 1   | 6      | Shelly-Ann Fraser-Pryce | Jamaica                    | 0.143          | 22.13          | C     |
| 2   | 4      | Beatrice Masilingi      | Namibia                    | 0,181          | 22,40          | C, PB |
| 3   | 5      | Anthonique Strachan     | Bahamas                    | 0,153          | 22,56 (22,551) | SB    |
| 4   | 9      | Riley Day               | Australia                  | 0,147          | 22,56 (22,557) | PB    |
| 5   | 7      | Jenna Prandini          | Statele Unite ale Americii | 0,142          | 22,57          |       |
| 6   | 2      | Dafne Schippers         | Olanda                     | 0,151          | 23,03          |       |
| 7   | 8      | Lorene Bazolo           | Portugalia                 | 0,138          | 23,20          |       |
| 8   | 3      | Lisa Marie Kwayie       | Germania                   | 0,169          | 23,42          |       |
|     |        |                         |                            | Vânt: +0,3 m/s |                |       |

#### Semifinala 2
| Loc | Culoar | Atletă                       | Țară                       | Reacție        | Timp  | Note  |
| --- | ------ | ---------------------------- | -------------------------- | -------------- | ----- | ----- |
| 1   | 9      | Elaine Thompson-Herah        | Jamaica                    | 0,165          | 21,66 | C, PB |
| 2   | 4      | Christine Mboma              | Namibia                    | 0,168          | 21,97 | C     |
| 3   | 6      | Gabrielle Thomas             | Statele Unite ale Americii | 0,144          | 22,01 | c     |
| 4   | 5      | Gina Bass                    | Gambia                     | 0,117          | 22,67 |       |
| 5   | 8      | Beth Dobbin                  | Marea Britanie             | 0,145          | 22,85 |       |
| 6   | 7      | Crystal Emmanuel             | Canada                     | 0,166          | 23,05 |       |
| 7   | 2      | Gemima Joseph                | Franța                     | 0,168          | 23,19 |       |
| 8   | 1      | Gloria Hooper                | Italia                     | 0,197          | 23,28 |       |
| 9   | 3      | Rafaéla Spanoudaki-Hatziriga | Grecia                     | 0,117          | 23,38 |       |
|     |        |                              |                            | Vânt: +0,3 m/s |       |       |

#### Semifinala 3
| Loc | Culoar | Atletă                  | Țară                       | Reacție        | Timp  | Note  |
| --- | ------ | ----------------------- | -------------------------- | -------------- | ----- | ----- |
| 1   | 6      | Marie-Josee Ta Lou      | Coasta de Fildeș           | 0,178          | 22,11 | C, SB |
| 2   | 5      | Shaunae Miller-Uibo     | Bahamas                    | 0,154          | 22,14 | C     |
| 3   | 7      | Mujinga Kambundji       | Elveția                    | 0,139          | 22,26 | c, RN |
| 4   | 9      | Nzubechi Grace Nwokocha | Nigeria                    | 0,172          | 22,47 | PB    |
| 5   | 8      | Aminatou Seyni          | Niger                      | 0,156          | 22,54 | RN    |
| 6   | 4      | Anavia Battle           | Statele Unite ale Americii | 0,167          | 23,02 |       |
| 7   | 2      | Imke Vervaet            | Belgia                     | 0,139          | 23,31 |       |
| 8   | 3      | Dalia Kaddari           | Italia                     | 0,134          | 23,41 |       |
|     |        |                         |                            | Vânt: +0,1 m/s |       |       |

### Finala
| Loc | Culoar | Atletă                  | Țară                       | Reacție        | Timp  | Note |
| --- | ------ | ----------------------- | -------------------------- | -------------- | ----- | ---- |
| 1   | 7      | Elaine Thompson-Herah   | Jamaica                    | 0,173          | 21,53 | RN   |
| 2   | 5      | Christine Mboma         | Namibia                    | 0,169          | 21,81 |      |
| 3   | 3      | Gabrielle Thomas        | Statele Unite ale Americii | 0,159          | 21,87 |      |
| 4   | 4      | Shelly-Ann Fraser-Pryce | Jamaica                    | 0,141          | 21,94 |      |
| 5   | 6      | Marie-Josee Ta Lou      | Coasta de Fildeș           | 0,150          | 22,27 |      |
| 6   | 8      | Beatrice Masilingi      | Namibia                    | 0,166          | 22,28 | PB   |
| 7   | 2      | Mujinga Kambundji       | Elveția                    | 0,147          | 22,30 |      |
| 8   | 9      | Shaunae Miller-Uibo     | Bahamas                    | 0,145          | 24,00 |      |
|     |        |                         |                            | Vânt: +0,8 m/s |       |      |